# Raïon de Dziarjynsk
Le raïon de Dziarjynsk (en biélorusse : Дзяржынскі раён, Driarjynski raïon) ou raïon de Dzerjinsk (en russe : Дзержинский район, Dzerjinski raïon) est une subdivision de la voblast de Minsk, en Biélorussie. Son centre administratif est la ville de Dziarjynsk.

## Géographie
Le raïon couvre une superficie de 1 189,5 km2, dans le centre de la voblast. Il est limité au nord-ouest par le raïon de Valojyn, au nord et à l'est par le raïon de Minsk, au sud par le raïon d'Ouzda et à l'ouest par le raïon de Stowbtsy.

## Histoire
Le raïon de Dziarjynsk a été créé le 17 avril 1924.

## Population

### Démographie
Les résultats des recensements de la population (*) font apparaître une baisse presque continue de la population depuis 1959. Ce déclin s'est accéléré dans les premières années du XXIe siècle :
Recensements (*) ou estimations de la population :
| 1959*  | 1970*  | 1979*  | 1989*  | 1999*  | 2009*  |
| ------ | ------ | ------ | ------ | ------ | ------ |
| 47 968 | 48 338 | 51 412 | 58 840 | 61 528 | 61 252 |

### Nationalités
Selon les résultats du recensement de 2009, la population du raïon se composait de quatre nationalités principales :
- 85.56 % de Biélorusses ;
- 8,24 % de Russes ;
- 2,84 % de Polonais ;
- 1,36 % d'Ukrainiens.

### Langues
En 2009, la langue maternelle était le biélorusse pour 66.93 % des habitants du raïon de Dziarjynsk et le russe pour 30,17 %. Le biélorusse était parlé à la maison par 34,05 % de la population et le russe par 62,2 %.